# Campeonato Canadiense de Fútbol 2025
El Campeonato Canadiense de Fútbol 2025 es la edición número 18 de la competición del fútbol de Copa Nacional de Canadá. Empezó el 29 de abril de 2025 y finalizará el 1 de octubre del mismo año. El campeón defensor es el Vancouver Whitecaps quien logró su cuarto título.

## Formato
El torneo constará de cuatro rondas: los cuartos de final y las semifinales serán un partido doble, y la ronda preliminar y la final, un partido único. El ganador del Campeonato Canadiense de 2024, Vancouver Whitecaps, pasó directamente a cuartos de final; los catorce equipos restantes comenzarán la competición en la ronda preliminar. Los privilegios de sede hasta las semifinales se determinan según el índice de clasificación del Campeonato Canadiense.
Este torneo marca la primera campaña de la Copa Voyageurs para Edmonton Scottish y Scrosoppi FC. El Edmonton Scottish es el primer representante de la League1 Alberta en la historia del Campeonato Canadiense.

### Sorteo
Canada Soccer realizó dos sorteos para determinar los enfrentamientos del torneo: un sorteo para determinar los enfrentamientos de la ronda preliminar y los cuartos de final, y otro para determinar las rondas semifinal y final. 
El primer sorteo se celebró el 12 de diciembre de 2024. Los equipos se dividieron en regiones este y oeste para el sorteo, y los equipos semiprofesionales no pudieron enfrentarse entre sí en la ronda preliminar. Vancouver Whitecaps obtuvo un pase directo a cuartos de final como campeón de 2024 
| Oeste                                          | Oeste (semi-pro)             | Este                                                                                     | Este (semi-pro)           | Bye                   |
| ---------------------------------------------- | ---------------------------- | ---------------------------------------------------------------------------------------- | ------------------------- | --------------------- |
| - Cavalry - Pacific - Valour - Vancouver F. C. | Edmonton Scottish TSS Rovers | - Atlético Ottawa - C. F. Montréal - Forge - HFX Wanderers - Toronto F. C. - York United | - Laval FC - Scrosoppi FC | - Vancouver Whitecaps |

El segundo sorteo se celebró en el descanso del partido de vuelta de cuartos de final entre Vancouver Whitecaps y Valour FC el 9 de julio. El resultado fue el Forge FC contra Vancouver Whitecaps donde el ganador también sería el anfitrión de la final. En la otra semifinal, el Atlético Ottawa se enfrentó al Vancouver FC.

### Distribución
| Ronda                         | Equipos que entran en esta ronda | Equipos que provienen de la ronda anterior    |
| ----------------------------- | --- | --------------------------------------------- |
| Ronda preliminar (14 equipos) | - 4 equipos campeones divisionales de la League1 Canadá - 8 equipos de la Canadian Premier League - 2 equipos de la Major League Soccer |                                               |
| Cuartos de final (8 equipos)  | - Campeón del Campeonato Canadiense de Fútbol 2024                                                                                      | - 7 ganadores de la ronda preliminar          |
| Semifinales (4 equipos)       | | - 4 ganadores de la ronda de cuartos de final |
| Final (2 equipos)             | | - 2 ganadores de la ronda de semifinales      |

## Equipos participantes
| Equipo               | Ciudad    | Liga                    |
| -------------------- | --------- | ----------------------- |
| Atlético Ottawa      | Ottawa    | Canadian Premier League |
| Cavalry              | Calgary   | Canadian Premier League |
| Edmonton Scottish FC | Edmonton  | League1 Canadá          |
| Forge                | Hamilton  | Canadian Premier League |
| HFX Wanderers        | Halifax   | Canadian Premier League |
| FC Laval             | Laval     | League1 Canadá          |
| C. F. Montréal       | Montreal  | Major League Soccer     |
| Pacific              | Langford  | Canadian Premier League |
| Scrosoppi FC         | Milton    | League1 Canadá          |
| Toronto F. C.        | Toronto   | Major League Soccer     |
| TSS Rovers           | Burnaby   | League1 Canadá          |
| Vancouver F. C.      | Vancouver | Canadian Premier League |
| Valour               | Winnipeg  | Canadian Premier League |
| Vancouver Whitecaps  | Vancouver | Major League Soccer     |
| York United          | Toronto   | Canadian Premier League |

### Equipos por provincia
| Provincia          | N.º | Equipos                                                          |
| ------------------ | --- | ---------------------------------------------------------------- |
| Ontario            | 5   | Forge, Atlético Ottawa, Toronto F. C., Scrosoppi FC, York United |
| Columbia Británica | 4   | TSS Rovers, Pacific, Vancouver F. C., Vancouver Whitecaps        |
| Quebec             | 2   | FC Laval, C. F. Montréal                                         |
| Alberta            | 2   | Calvary, Edmonton Scottish FC                                    |
| Manitoba           | 1   | Valour                                                           |
| Nueva Escocia      | 1   | HFX Wanderers                                                    |

## Calendario
El calendario de la ronda preliminar fue anunciado el 18 de febrero de 2025;
| Ronda            | Fecha de sorteo         | Ida                     | Vuelta                  |
| ---------------- | ----------------------- | ----------------------- | ----------------------- |
| Ronda preliminar | 12 de diciembre de 2024 | 29 de abril - 7 de mayo | 29 de abril - 7 de mayo |
| Cuartos de final | 12 de diciembre de 2024 | 20–21 de mayo           | 8-9 de julio            |
| Semifinales      | 9 de julio de 2025      | 13 de agosto            | 16-18 de septiembre     |
| Final            | 9 de julio de 2025      | 1 de octubre            | 1 de octubre            |

## Cuadro de desarrollo
En los partidos de ida y vuelta, el equipo que figura primero en el cuadro será el anfitrión del segundo partido.
|  | Ronda preliminar 29 de abril al 7 de mayo | Ronda preliminar 29 de abril al 7 de mayo | Ronda preliminar 29 de abril al 7 de mayo | Ronda preliminar 29 de abril al 7 de mayo |                     |                     | Cuartos de final 20 de mayo al 11 de junio (ida) 8 y 9 de julio (vuelta) | Cuartos de final 20 de mayo al 11 de junio (ida) 8 y 9 de julio (vuelta) | Cuartos de final 20 de mayo al 11 de junio (ida) 8 y 9 de julio (vuelta) | Cuartos de final 20 de mayo al 11 de junio (ida) 8 y 9 de julio (vuelta) |  |  | Semifinales 13 de agosto (ida) 16 y 18 de septiembre (vuelta) | Semifinales 13 de agosto (ida) 16 y 18 de septiembre (vuelta) | Semifinales 13 de agosto (ida) 16 y 18 de septiembre (vuelta) | Semifinales 13 de agosto (ida) 16 y 18 de septiembre (vuelta) |  |  | Final 1 de octubre | Final 1 de octubre | Final 1 de octubre | Final 1 de octubre |
|  |                                           |                                           |                                           |                                           |                     |                     |                                                                          |                                                                          |                                                                          |                                                                          |  |  |                                                               |                                                               |                                                               |                                                               |  |  |                    |                    |                    |                    |
|  |                                           |                                           |                                           |                                           |                     |                     |                                                                          |                                                                          |                                                                          |                                                                          |  |  |                                                               |                                                               |                                                               |                                                               |  |  |                    |                    |                    |                    |
|  |                                           |                                           |                                           |                                           |                     |                     |                                                                          |                                                                          |                                                                          |                                                                          |  |  |                                                               |                                                               |                                                               |                                                               |  |  |                    |                    |                    |                    |
|  |                                           |                                           |                                           |                                           |                     |                     |                                                                          |                                                                          |                                                                          |                                                                          |  |  |                                                               |                                                               |                                                               |                                                               |  |  |                    |                    |                    |                    |
|  |                                           |                                           |                                           |                                           |                     |                     |                                                                          |                                                                          |                                                                          |                                                                          |  |  |                                                               |                                                               |                                                               |                                                               |  |  |                    |                    |                    |                    |
|  |                                           |                                           |                                           |                                           |                     |                     |                                                                          |                                                                          |                                                                          |                                                                          |  |  |                                                               |                                                               |                                                               |                                                               |  |  |                    |                    |                    |                    |
|  | Vancouver Whitecaps                       | 2                                         | 2                                         | 4                                         |                     |                     |                                                                          |                                                                          |                                                                          |                                                                          |  |  |                                                               |                                                               |                                                               |                                                               |  |  |                    |                    |                    |                    |
|  | Vancouver Whitecaps                       | 2                                         | 2                                         | 4                                         |                     |                     |                                                                          |                                                                          |                                                                          |                                                                          |  |  |                                                               |                                                               |                                                               |                                                               |  |  |                    |                    |                    |                    |
|  |                                           |                                           | Valour                                    | 2                                         | 1                   | 3                   |                                                                          |                                                                          |                                                                          |                                                                          |  |  |                                                               |                                                               |                                                               |                                                               |  |  |                    |                    |                    |                    |
|  | Valour                                    | Valour                                    | Valour                                    | 2                                         | 1                   | 3                   | 1                                                                        |                                                                          |                                                                          |                                                                          |  |  |                                                               |                                                               |                                                               |                                                               |  |  |                    |                    |                    |                    |
|  | Valour                                    | Valour                                    | Valour                                    |                                           |                     |                     |                                                                          |                                                                          |                                                                          |                                                                          |  |  |                                                               |                                                               |                                                               |                                                               |  |  |                    |                    |                    |                    |
|  | TSS FC Rovers                             | TSS FC Rovers                             | TSS FC Rovers                             | 0                                         |                     |                     |                                                                          |                                                                          |                                                                          |                                                                          |  |  |                                                               |                                                               |                                                               |                                                               |  |  |                    |                    |                    |                    |
|  | TSS FC Rovers                             | TSS FC Rovers                             | TSS FC Rovers                             | 0                                         | Vancouver Whitecaps | Vancouver Whitecaps | Vancouver Whitecaps                                                      | 2                                                                        |                                                                          |                                                                          |  |  |                                                               |                                                               |                                                               |                                                               |  |  |                    |                    |                    |                    |
|  |                                           |                                           |                                           |                                           | Vancouver Whitecaps | Vancouver Whitecaps | Vancouver Whitecaps                                                      | 2                                                                        |                                                                          |                                                                          |  |  |                                                               |                                                               |                                                               |                                                               |  |  |                    |                    |                    |                    |
|  |                                           | Forge FC                                  | Forge FC                                  | Forge FC                                  | 2                   |                     |                                                                          |                                                                          |                                                                          |                                                                          |  |  |                                                               |                                                               |                                                               |                                                               |  |  |                    |                    |                    |                    |
|  | Toronto FC                                | Toronto FC                                | Toronto FC                                | Forge FC                                  | 2                   | 2 (2)               |                                                                          |                                                                          |                                                                          |                                                                          |  |  |                                                               |                                                               |                                                               |                                                               |  |  |                    |                    |                    |                    |
|  | Toronto FC                                | Toronto FC                                | Toronto FC                                |                                           |                     |                     |                                                                          |                                                                          |                                                                          |                                                                          |  |  |                                                               |                                                               |                                                               |                                                               |  |  |                    |                    |                    |                    |
|  | CF Montréal                               | CF Montréal                               | CF Montréal                               | 2 (3)                                     |                     |                     |                                                                          |                                                                          |                                                                          |                                                                          |  |  |                                                               |                                                               |                                                               |                                                               |  |  |                    |                    |                    |                    |
|  | CF Montréal                               | CF Montréal                               | CF Montréal                               | 2 (3)                                     | CF Montréal         | 0                   | 2                                                                        | 2                                                                        |                                                                          |                                                                          |  |  |                                                               |                                                               |                                                               |                                                               |  |  |                    |                    |                    |                    |
|  |                                           |                                           |                                           |                                           | CF Montréal         | 0                   | 2                                                                        | 2                                                                        |                                                                          |                                                                          |  |  |                                                               |                                                               |                                                               |                                                               |  |  |                    |                    |                    |                    |
|  |                                           | Forge FC                                  | 1                                         | 2                                         | 3                   |                     |                                                                          |                                                                          |                                                                          |                                                                          |  |  |                                                               |                                                               |                                                               |                                                               |  |  |                    |                    |                    |                    |
|  | Forge FC                                  | Forge FC                                  | Forge FC                                  | 2                                         | 3                   | 3                   |                                                                          |                                                                          |                                                                          |                                                                          |  |  |                                                               |                                                               |                                                               |                                                               |  |  |                    |                    |                    |                    |
|  | Forge FC                                  | Forge FC                                  | Forge FC                                  |                                           |                     |                     |                                                                          |                                                                          |                                                                          |                                                                          |  |  |                                                               |                                                               |                                                               |                                                               |  |  |                    |                    |                    |                    |
|  | HFX Wanderers                             | HFX Wanderers                             | HFX Wanderers                             | 1                                         |                     |                     |                                                                          |                                                                          |                                                                          |                                                                          |  |  |                                                               |                                                               |                                                               |                                                               |  |  |                    |                    |                    |                    |
|  | HFX Wanderers                             | HFX Wanderers                             | HFX Wanderers                             | 1                                         |                     |                     |                                                                          |                                                                          |                                                                          |                                                                          |  |  |                                                               |                                                               |                                                               |                                                               |  |  |                    |                    |                    |                    |
|  |                                           |                                           |                                           |                                           |                     |                     |                                                                          |                                                                          |                                                                          |                                                                          |  |  |                                                               |                                                               |                                                               |                                                               |  |  |                    |                    |                    |                    |
|  |                                           |                                           |                                           |                                           |                     |                     |                                                                          |                                                                          |                                                                          |                                                                          |  |  |                                                               |                                                               |                                                               |                                                               |  |  |                    |                    |                    |                    |
|  | Atlético Ottawa                           | Atlético Ottawa                           | Atlético Ottawa                           | 2                                         |                     |                     |                                                                          |                                                                          |                                                                          |                                                                          |  |  |                                                               |                                                               |                                                               |                                                               |  |  |                    |                    |                    |                    |
|  | Atlético Ottawa                           | Atlético Ottawa                           | Atlético Ottawa                           | 2                                         |                     |                     |                                                                          |                                                                          |                                                                          |                                                                          |  |  |                                                               |                                                               |                                                               |                                                               |  |  |                    |                    |                    |                    |
|  | Scrosoppi FC                              | Scrosoppi FC                              | Scrosoppi FC                              | 0                                         |                     |                     |                                                                          |                                                                          |                                                                          |                                                                          |  |  |                                                               |                                                               |                                                               |                                                               |  |  |                    |                    |                    |                    |
|  | Scrosoppi FC                              | Scrosoppi FC                              | Scrosoppi FC                              | 0                                         | Atlético Ottawa     | 2                   | 4                                                                        | 6                                                                        |                                                                          |                                                                          |  |  |                                                               |                                                               |                                                               |                                                               |  |  |                    |                    |                    |                    |
|  |                                           |                                           |                                           |                                           | Atlético Ottawa     | 2                   | 4                                                                        | 6                                                                        |                                                                          |                                                                          |  |  |                                                               |                                                               |                                                               |                                                               |  |  |                    |                    |                    |                    |
|  |                                           | York United FC                            | 1                                         | 3                                         | 4                   |                     |                                                                          |                                                                          |                                                                          |                                                                          |  |  |                                                               |                                                               |                                                               |                                                               |  |  |                    |                    |                    |                    |
|  | York United FC                            | York United FC                            | York United FC                            | 3                                         | 4                   | 5                   |                                                                          |                                                                          |                                                                          |                                                                          |  |  |                                                               |                                                               |                                                               |                                                               |  |  |                    |                    |                    |                    |
|  | York United FC                            | York United FC                            | York United FC                            |                                           |                     |                     |                                                                          |                                                                          |                                                                          |                                                                          |  |  |                                                               |                                                               |                                                               |                                                               |  |  |                    |                    |                    |                    |
|  | FC Laval                                  | FC Laval                                  | FC Laval                                  | 0                                         |                     |                     |                                                                          |                                                                          |                                                                          |                                                                          |  |  |                                                               |                                                               |                                                               |                                                               |  |  |                    |                    |                    |                    |
|  | FC Laval                                  | FC Laval                                  | FC Laval                                  | 0                                         | Atlético Ottawa     | Atlético Ottawa     | Atlético Ottawa                                                          | 1                                                                        |                                                                          |                                                                          |  |  |                                                               |                                                               |                                                               |                                                               |  |  |                    |                    |                    |                    |
|  |                                           |                                           |                                           |                                           | Atlético Ottawa     | Atlético Ottawa     | Atlético Ottawa                                                          | 1                                                                        |                                                                          |                                                                          |  |  |                                                               |                                                               |                                                               |                                                               |  |  |                    |                    |                    |                    |
|  |                                           | Vancouver FC                              | Vancouver FC                              | Vancouver FC                              | 3                   |                     |                                                                          |                                                                          |                                                                          |                                                                          |  |  |                                                               |                                                               |                                                               |                                                               |  |  |                    |                    |                    |                    |
|  | Pacific FC                                | Pacific FC                                | Pacific FC                                | Vancouver FC                              | 3                   | 1 (2)               |                                                                          |                                                                          |                                                                          |                                                                          |  |  |                                                               |                                                               |                                                               |                                                               |  |  |                    |                    |                    |                    |
|  | Pacific FC                                | Pacific FC                                | Pacific FC                                |                                           |                     |                     |                                                                          |                                                                          |                                                                          |                                                                          |  |  |                                                               |                                                               |                                                               |                                                               |  |  |                    |                    |                    |                    |
|  | Vancouver FC                              | Vancouver FC                              | Vancouver FC                              | 1 (4)                                     |                     |                     |                                                                          |                                                                          |                                                                          |                                                                          |  |  |                                                               |                                                               |                                                               |                                                               |  |  |                    |                    |                    |                    |
|  | Vancouver FC                              | Vancouver FC                              | Vancouver FC                              | 1 (4)                                     | Vancouver FC        | 1                   | 1                                                                        | 2 (5)                                                                    |                                                                          |                                                                          |  |  |                                                               |                                                               |                                                               |                                                               |  |  |                    |                    |                    |                    |
|  |                                           |                                           |                                           |                                           | Vancouver FC        | 1                   | 1                                                                        | 2 (5)                                                                    |                                                                          |                                                                          |  |  |                                                               |                                                               |                                                               |                                                               |  |  |                    |                    |                    |                    |
|  |                                           | Cavalry                                   | 1                                         | 1                                         | 2 (4)               |                     |                                                                          |                                                                          |                                                                          |                                                                          |  |  |                                                               |                                                               |                                                               |                                                               |  |  |                    |                    |                    |                    |
|  | Cavalry                                   | Cavalry                                   | Cavalry                                   | 1                                         | 2 (4)               | 6                   |                                                                          |                                                                          |                                                                          |                                                                          |  |  |                                                               |                                                               |                                                               |                                                               |  |  |                    |                    |                    |                    |
|  | Cavalry                                   | Cavalry                                   | Cavalry                                   |                                           |                     |                     |                                                                          |                                                                          |                                                                          |                                                                          |  |  |                                                               |                                                               |                                                               |                                                               |  |  |                    |                    |                    |                    |
|  | Edmonton Scottish                         | Edmonton Scottish                         | Edmonton Scottish                         | 0                                         |                     |                     |                                                                          |                                                                          |                                                                          |                                                                          |  |  |                                                               |                                                               |                                                               |                                                               |  |  |                    |                    |                    |                    |
|  | Edmonton Scottish                         | Edmonton Scottish                         | Edmonton Scottish                         | 0                                         |                     |                     |                                                                          |                                                                          |                                                                          |                                                                          |  |  |                                                               |                                                               |                                                               |                                                               |  |  |                    |                    |                    |                    |

## Ronda preliminar
Los partidos se disputaron entre el 29 de abril y 7 de mayo de 2025.
| Equipo 1        | Resultado    | Equipo 2          |
| --------------- | ------------ | ----------------- |
| Valour FC       | 1–0          | TSS Rovers        |
| Pacific         | 1–1 (2–4 p.) | Vancouver         |
| Cavalry         | 6–0          | Edmonton Scottish |
| Atlético Ottawa | 2–0          | Scrosoppi FC      |
| York United     | 5–0          | FC Laval          |
| Toronto F. C.   | 2–2 (2–3 p.) | C. F. Montréal    |
| Forge F. C.     | 3–1          | HFX Wanderers     |

## Cuartos de final

### Vancouver Whitecaps – Valour FC
| 20 de mayo        | Valour                       | 2 - 2   | Vancouver Whitecaps       | Princess Auto Stadium, Winnipeg                        |                                                        |
| 19:30 (UTC-05:00) | - Romeo 38' - Figueiredo 51' | Reporte | - Adekugbe 6' - Ahmed 80' | Asistencia: 3476 espectadores Árbitro(s): Yusri Rudolf | Asistencia: 3476 espectadores Árbitro(s): Yusri Rudolf |

| 9 de julio                                                     | Vancouver Whitecaps     | 2 – 1 (Global 4 – 3) | Valour    | Estadio BC Place, Vancouver                            |                                                        |
| 19:00 (UTC-07:00)                                              | - Sabbi 79' - Utvik 90' | Reporte              | Layne 86' | Asistencia: 14,536 espectadores Árbitro(s): Alain Ruch | Asistencia: 14,536 espectadores Árbitro(s): Alain Ruch |
| Vancouver Whitecaps avanza a Semifinales por un global de 4-3. |                         |                      |           |                                                        |                                                        |

### Cavalry FC – Vancouver FC
| 21 de mayo        | Vancouver FC   | 1 - 1   | Cavalry F. C.   | Willoughby Community Park, Langley                         |                                                            |
| 19:00 (UTC-07:00) | Norman Jr. 41' | Reporte | Warschewski 84' | Asistencia: 1434 espectadores Árbitro(s): Renzo Villanueva | Asistencia: 1434 espectadores Árbitro(s): Renzo Villanueva |

| 8 de julio                                                            | Cavalry F. C.                                               | 1 – 1 (4 - 5 p.)(Global 2 – 2) | Vancouver FC                                                 | ATCO Field, Calgary       |                           |
| 19:30 (UTC-06:00)                                                     | O'Connor 66' (a.g.)                                         | Reporte                        | Mezquida 23' (pen.)                                          | Árbitro(s): Michael Venne | Árbitro(s): Michael Venne |
|                                                                       |                                                             | Tiros desde el punto penal     |                                                              |                           |                           |
|                                                                       | - Warschewski - Elva - Gherasimencov - Aird - Musse - Henry |                                | - Mezquida - Norman - O'Connor - Campbell - Powell - Batista |                           |                           |
| Vancouver FC avanza a semifinales por un resultado de 5-4 en penales. |                                                             |                                |                                                              |                           |                           |

### York United – Atlético Ottawa
| 11 de junio       | Atlético Ottawa             | 2 – 1   | York United  | TD Place Stadium, Ottawa                                 |                                                          |
| 19:00 (UTC-04:00) | - Tabla 16' - Rodríguez 18' | Reporte | Altobelli 5' | Asistencia: 2084 espectadores Árbitro(s): Mario Al-Ayass | Asistencia: 2084 espectadores Árbitro(s): Mario Al-Ayass |

| 8 de julio                                                 | York United                   | 3 – 4 (Global 4 – 6) | Atlético Ottawa                                   | York Lions Stadium, Toronto                                     |                                                                 |
| 19:00 (UTC-04:00)                                          | Altobelli 13', 37' Ferrin 53' | Reporte              | - Rodríguez 20' - Salter 22', 84' - Sissoko 90+2' | Asistencia: 688 espectadores Árbitro(s): Sebastian Noshinravani | Asistencia: 688 espectadores Árbitro(s): Sebastian Noshinravani |
| Atlético Ottawa avanza a Semifinales con un global de 6-4. |                               |                      |                                                   |                                                                 |                                                                 |

### CF Montréal – Forge FC
| 20 de mayo        | Forge      | 1 - 0   | C. F. Montréal | Tim Hortons Field, Hamilton                           |                                                       |
| 19:00 (UTC-04:00) | Wright 78' | Reporte |                | Asistencia: 3098 espectadores Árbitro(s): Ben Hoskins | Asistencia: 3098 espectadores Árbitro(s): Ben Hoskins |

| 9 de julio                                          | C. F. Montréal   | 2 – 2 (Global 2 – 3) | Forge                     | Estadio Saputo, Montreal                                     |                                                              |
| 19:00 (UTC-04:00)                                   | Owusu 58', 90+5' | Reporte              | - Borges 79' - Bekker 82' | Asistencia: 13,125 espectadores Árbitro(s): Renzo Villanueva | Asistencia: 13,125 espectadores Árbitro(s): Renzo Villanueva |
| Forge FC avanza a semifinales con un global de 3-2. |                  |                      |                           |                                                              |                                                              |

## Semifinales

### Vancouver Whitecaps – Forge FC
| 13 de agosto      | Forge                      | 2 – 2   | Vancouver Whitecaps        | Tim Hortons Field, Hamilton |                          |
| 19:00 (UTC-04:00) | - Ampomah 11' - Wright 34' | Reporte | - Blackmon 18' - White 29' | Árbitro(s): Yusri Rudolf    | Árbitro(s): Yusri Rudolf |

| 16 de septiembre  | Vancouver Whitecaps | vs. | Forge | Estadio BC Place, Vancouver |  |
| 19:00 (UTC-07:00) |                     |     |       |                             |  |

### Atlético Ottawa – Vancouver FC
| 13 de agosto      | Vancouver FC                                    | 3 – 1   | Atlético Ottawa | Willoughby Community Park, Langley |                                 |
| 19:00 (UTC-07:00) | - Cavalcante 21' - Mbongue 69' - Mezquida 90+1' | Reporte | Salter 58'      | Árbitro(s): Pierre-Luc Lauzière    | Árbitro(s): Pierre-Luc Lauzière |

| 18 de septiembre  | Atlético Ottawa | vs. | Vancouver FC | TD Place Stadium, Ottawa |  |
| 19:00 (UTC-04:00) |                 |     |              |                          |  |